# Thise
Thise és un municipi francès situat al departament del Doubs i a la regió de Borgonya - Franc Comtat. L'any 2007 tenia 3.202 habitants.

## Demografia

### Població
El 2007 la població de fet de Thise era de 3.202 persones. Hi havia 1.242 famílies de les quals 241 eren unipersonals (108 homes vivint sols i 133 dones vivint soles), 484 parelles sense fills, 425 parelles amb fills i 92 famílies monoparentals amb fills.
La població ha evolucionat segons el següent gràfic:
Habitants censats

### Habitatges
El 2007 hi havia 1.294 habitatges, 1.262 eren l'habitatge principal de la família, 3 eren segones residències i 29 estaven desocupats. 1.105 eren cases i 187 eren apartaments. Dels 1.262 habitatges principals, 992 estaven ocupats pels seus propietaris, 250 estaven llogats i ocupats pels llogaters i 19 estaven cedits a títol gratuït; 9 tenien una cambra, 45 en tenien dues, 99 en tenien tres, 275 en tenien quatre i 833 en tenien cinc o més. 1.124 habitatges disposaven pel capbaix d'una plaça de pàrquing. A 542 habitatges hi havia un automòbil i a 663 n'hi havia dos o més.

### Piràmide de població
La piràmide de població per edats i sexe el 2009 era:
| Homes | Edats   | Dones |
| ----- | ------- | ----- |
| 0     | 95 o +  | 16    |
| 16    | 90 a 94 | 4     |
| 8     | 85 a 89 | 36    |
| 8     | 80 a 84 | 20    |
| 44    | 75 a 79 | 40    |
| 60    | 70 a 74 | 68    |
| 92    | 65 a 69 | 116   |
| 104   | 60 a 64 | 68    |
| 92    | 55 a 59 | 116   |
| 132   | 50 a 54 | 148   |
| 80    | 45 a 49 | 120   |
| 172   | 40 a 44 | 112   |
| 80    | 35 a 39 | 104   |
| 52    | 30 a 34 | 64    |
| 64    | 25 a 29 | 72    |
| 64    | 20 a 24 | 96    |
| 124   | 15 a 19 | 120   |
| 128   | 10 a 14 | 104   |
| 88    | 5 a 9   | 68    |
| 60    | 0 a 4   | 60    |

## Economia
El 2007 la població en edat de treballar era de 2.028 persones, 1.439 eren actives i 589 eren inactives. De les 1.439 persones actives 1.332 estaven ocupades (682 homes i 650 dones) i 107 estaven aturades (48 homes i 59 dones). De les 589 persones inactives 239 estaven jubilades, 221 estaven estudiant i 129 estaven classificades com a «altres inactius».

### Ingressos
El 2009 a Thise hi havia 1.288 unitats fiscals que integraven 3.247 persones, la mediana anual d'ingressos fiscals per persona era de 21.302,5 €.

### Activitats econòmiques
Dels 184 establiments que hi havia el 2007, 2 eren d'empreses alimentàries, 2 d'empreses de fabricació de material elèctric, 19 d'empreses de fabricació d'altres productes industrials, 23 d'empreses de construcció, 40 d'empreses de comerç i reparació d'automòbils, 10 d'empreses de transport, 7 d'empreses d'hostatgeria i restauració, 6 d'empreses d'informació i comunicació, 11 d'empreses financeres, 13 d'empreses immobiliàries, 20 d'empreses de serveis, 15 d'entitats de l'administració pública i 16 d'empreses classificades com a «altres activitats de serveis».
Dels 41 establiments de servei als particulars que hi havia el 2009, 1 era una oficina bancària, 7 tallers de reparació d'automòbils i de material agrícola, 1 taller d'inspecció tècnica de vehicles, 2 autoescoles, 2 paletes, 4 guixaires pintors, 4 lampisteries, 8 electricistes, 3 perruqueries, 4 restaurants, 4 agències immobiliàries i 1 saló de bellesa.
Dels 7 establiments comercials que hi havia el 2009, 1 era un hipermercat, 2 fleques, 1 una carnisseria, 1 una peixateria, 1 una botiga de mobles i 1 una joieria.
L'any 2000 a Thise hi havia 4 explotacions agrícoles.

## Equipaments sanitaris i escolars
L'únic equipament sanitari que hi havia el 2009 era una farmàcia.
El 2009 hi havia 1 escola maternal i 1 escola elemental.

## Poblacions més properes
El següent diagrama mostra les poblacions més properes.